# Trà thuốc
Trà thuốc là một dạng đồ uống tương tự trà bằng việc xao khô nguyên liệu rồi dùng nước nóng để pha, hoặc đun trực tiếp phần tươi nguyên liệu với nước nóng. Kết quả cho ra một loại nước uống  chứa các hoạt chất có tác dụng chữa một số bệnh nhất định.